# Guido Gezelle

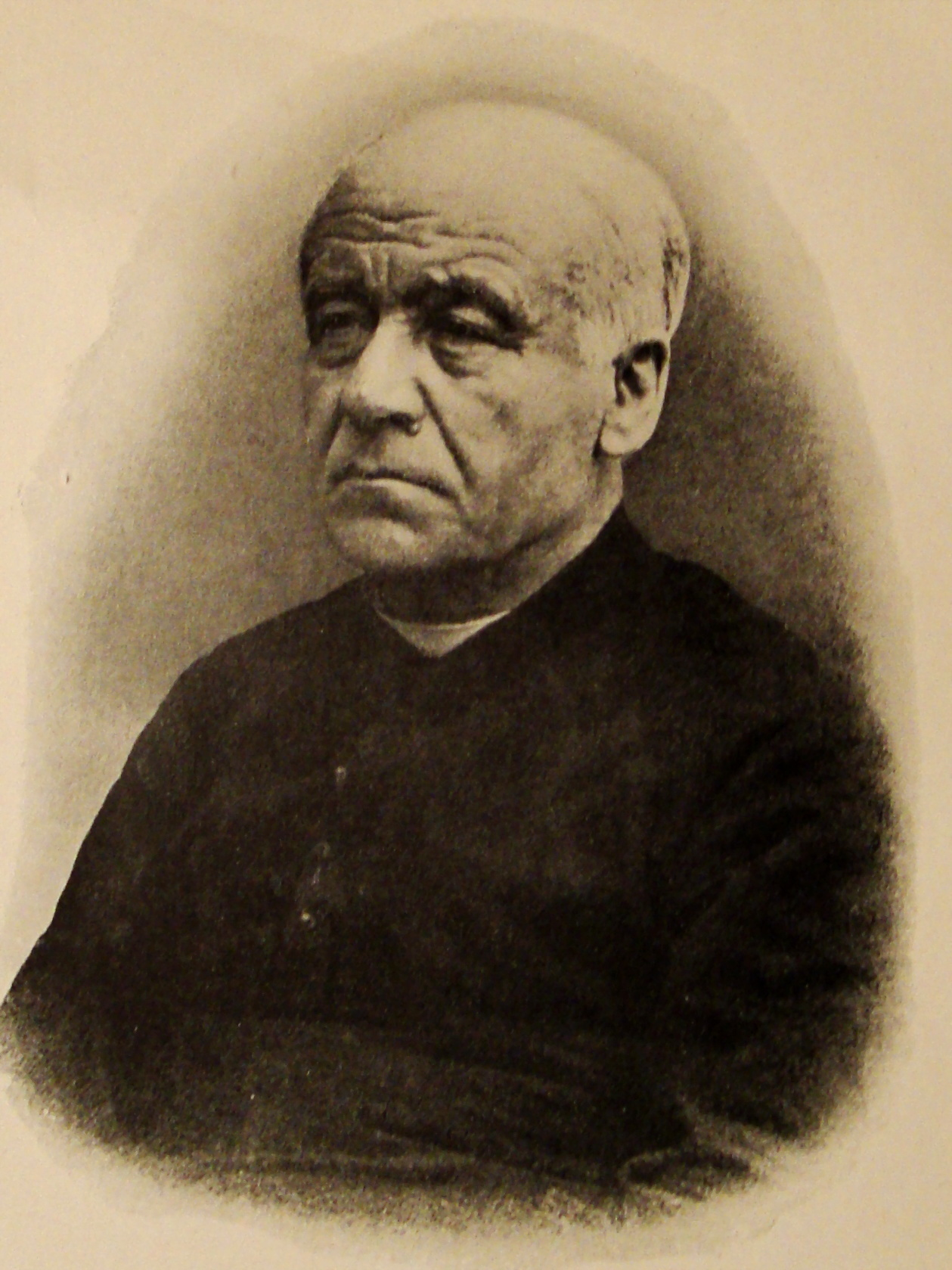
Guido Gezelle

Guido Pieter Theodorus Josephus Gezelle (ur. 1 maja 1830 w Brugii, zm. 27 listopada 1899 tamże) – belgijski pisarz i poeta tworzący w języku niderlandzkim, ksiądz katolicki.

## Życiorys
Założył i redagował czasopisma folklorystyczne i historyczno-polityczne.
W swojej twórczości w duchu romantycznym łączył wątki religijne i patriotyczne; odnalazł własny oryginalny ton, czerpiąc ze środków wyrazu poezji ludowej i wykorzystując dialekt zachodnioflamandzki. Tworzył impresjonistyczną lirykę przyrody (będącą jego głównym osiągnięciem), jednak jego eksperymenty językowe, graniczące z tzw. czystą poezją, zbliżały go do awangardy poetyckiej.
Wydał m.in. zbiory wierszy Vlaamsche Dichtoefeningen (Flandryjskie próby poetyckie, 1858), Kerkhofblommen (Kwiaty cmentarne, 1858), Gedichten, Gezangen, Gebeden (Wiersze, pieśni, modlitwy), ponadto obszerny nurt epitafiów i wierszy okolicznościowych, m.in. zebranych w tomach Tijdkrans (Wieniec czasu, 1893), Rijmsnoer (Sznur rymów, 1897), Laatste Verzen (Ostatnie wiersze, 1901).